# Septeto Habanero
 (avril 2016).
Si vous disposez d'ouvrages ou d'articles de référence ou si vous connaissez des sites web de qualité traitant du thème abordé ici, merci de compléter l'article en donnant les références utiles à sa vérifiabilité et en les liant à la section « Notes et références ».
Le Sexteto Habanero, devenu Septeto Habanero, est un groupe de musique cubaine fondé à La Havane en 1920. Pionnier et modèle des groupes de son cubain, il est l'une des organisations musicales les plus populaires des Caraïbes.

## Création
Le Cuarteto Oriental avait été fondé en 1918 à La Havane par Ricardo Martinez, originaire de Santiago de Cuba. Puis le fondateur quitta le groupe, le quartet devint sextet et, les six refondateurs étant tous natifs de La Havane, le nouveau nom de l’orchestre s’imposa naturellement. Il est depuis devenu une institution et un monument culturel.
À ses débuts il se composait des musiciens suivants : 
- Felipe Neri Cabrera Urrutia (1876-1936), au chant et aux maracas, qui composa bien des chansons, soit seul, comme Las Maracas ou Nieve de mi vida, mais parfois avec son épouse Juana Gonzalez, elle-même auteure du fameux Loma de Belen;
- Gerardo Martinez Rivero, au chant et à la contrebasse, surnommé « El Principe » pour son élégance, était également compositeur de Coralia, Elena la Cumbanchera (repris par le groupe Sierra Maestra), Diana Habanera, El Florero, entre autres ;
- Carlos Godinez (Casablanca 1886-1952 Marianao), qui remplaça Ricardo Martinez au « tres », la guitare cubaine à trois paires de cordes, et qui est l’auteur, entre autres compositions, de Tribilin Cantore, Mujeres que gozan;
- Guillermo Castillo Garcia, à la guitare, auteur de plusieurs célèbres compositions, dont Tres Lindas Cubanas; né vers 1880, il mourut dans la misère en 1949;
- Antonio Bacallao à la « botija »,
- Oscar Sotolongo aux bongos, remplacé par Agustin Gutierrez dès 1925.

Par la suite intervinrent de nombreux changements, et l’on vit figurer :

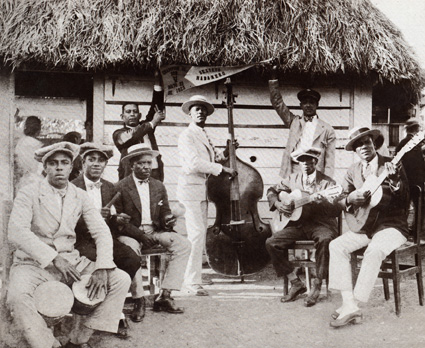
Septeto Habanero en 1925

- Jose « Cheo » Jimenez (Cienfuegos 1910-1929) au chant, avant de passer au groupe Sexteto Nacional ; il mourut brutalement sur le navire qui le conduisait en Europe avec son nouvel orchestre pour chanter à la foire de Séville, et son corps fut jeté à la mer;
- le chanteur Abelardo Barroso Dargelez (1905-1972) incorpora le groupe en 1925 avant de le quitter l'année suivante pour le Sexteto Boloña, et revenir en 1927, le quitter à nouveau en 1928 pour le Sexteto Nacional d’Ignacio Piñeiro, où il céda sa place en 1929 (pour si peu de temps) au tout jeune Jose « Cheo » Jimenez;
- Agustin Gutierrez, coauteur de Ahora si, aux bongos ;
- José Maria Incharte, dit « El Chino »
- Miguel Garcia Morales (1902-1993), coauteur de Ahora si, intervient en 1930 ;
- Abelardo Barroso, chant et claves,
- Rafael « El Piche » Hernandez, chant et claves, apparaît en 1926 ;
- Andrés Sotolongo aux bongos en 1930 ;
- José Interian à la trompette en 1930.

## Répertoire
Leur répertoire est assuré par les compositions de ses membres, ainsi que de celles d’autres noms réputés comme Ernesto Lecuona, Eliseo Grenet ou Ignacio Piñeiro, Miguel Matamoros. Elles sont devenues des classiques du « son » cubain,

## Le septeto
C’est en 1927 que le sextet devint septet avec la venue du trompettiste Enrique Hernandez,  remplacé au bout de quelques mois par Felix Chapottin Lage (1909-1983), qui rejoignit plus tard le grand guitariste Arsenio Rodriguez et forma avec lui le groupe qui portait simplement le nom de Chapottin.
En 1949 le septet s'enrichit du pianiste Guillermo Castillo Bustamante, né en 1910 au Venezuela, où il mourut en 1974. Il est parfois confondu avec Guillermo Castillo Garcia, fondateur du groupe.
En 1952 le chanteur devint Manolo Furé Zerquera.
Depuis 1964, German Perez Ibanez est le leader de la formation.

## En 1998
En 1998 le groupe enregistrait pour Lusafrica Orgullo de los soneros, avec trois des plus anciennes compositions du groupe des années 1920-30, Diana Habanera, Las Maracas et Ahora si, et le classique Mama Inez d’Eliseo Grenet.
Les musiciens étaient alors :
- Felipe Ferrer Carabello, au tres
- Faustino Sanchez Illa à la contrebasse
- Digno Marcelino Perez Martinez, au chant et aux maracas
- Jose A. Perez Arregoitias, au chant et aux claves,
- Gonzalo Emilio Moret Lopez, au chant et au güiro, auteur de deux des titres : le boléro Un diciembre feliz et la guaracha Voy a la calle vapor ;
- Servando Arango Garcia, à la trompette;
- German Perez Ibanez, au chant et à la guitare, lui-même auteur de 7 des 13 titres  ;
- Ricardo Vidal Ferro Vicente, aux bongos.
- Aristide Nune était également invité à jouer des bongos.

## En 2001
En 2001 est paru un autre enregistrement, compilation de 18 titres des plus classiques de l’orchestre, sous le nom de El son màs sublime pour Next Music.
À noter que dans le livret accompagnant l’enregistrement du groupe figurent un texte français (signé William Navarrete Hernandez), et un texte anglais différent (et non signé) qui signale que l’auteur de deux compositions, Bururu Barara et A la Loma de Belen, sont inconnus. Pourtant le nom de Felipe Neri Cabrera, cofondateur du groupe, figure bien comme auteur de la première de ces compositions, dont le titre originel est Como està Miguel, sur un enregistrement de 1927, et c’est son épouse Juana Gonzalez de Cabrera qui est désignée comme auteur de la seconde sur le premier volume des œuvres enregistrées par le groupe en 1925. 